# Wind Roche-Lobe Overflow
Wind Roche-lobe overflow (englisch WRLOF) ist ein Transfermechanismus von Materie zwischen den Komponenten eines wechselwirkenden Doppelsterns. Eine andere Bezeichnung ist gravitational focusing.
Wechselwirkende Doppelsterne wie die Algolsterne, die doppelperiodischen Veränderlichen, die kataklysmischen Veränderlichen, die Röntgendoppelsterne und die symbiotischen Sterne zeigen eine Vielzahl von meist eruptivem Verhalten, das durch einen Fluss von Materie von einem Stern zu seinem Begleiter in einem engen Doppelsternsystem verursacht wird. Der Massentransfer ist entweder die Folge einer Windakkretion oder einer Überschreitung der Roche-Grenze durch den massespendenden Stern.
Bei der Windakkretion wird Materie aus dem Sternwind eines Begleiters von einem Stern aufgefangen und über eine Akkretionsscheibe eingesammelt. Der massespendende Stern ist meist ein Riese wie die Blauen Überriesen in Röntgendoppelsternen hoher Masse. Da bei der Windakkretion die meiste Materie nicht von dem Begleitstern aufgesammelt wird, sind die Akkretionsraten recht gering. Überschreitet ein Stern in einem Doppelsternsystem seine Roche-Grenze, so ist die äußere Schicht seiner Atmosphäre nicht mehr an ihn gebunden und wird von dem Begleiter akkretiert, wie bei den kataklysmischen Veränderlichen und Röntgendoppelsternen geringer Masse. Da es sich um einen selbstverstärkenden Prozess handelt, weil der massespendende Stern sein Gleichgewicht durch eine weitere Expansion wiederherzustellen versucht, werden sehr hohe Massentransferraten erzielt.
Insbesondere bei symbiotischen Sternen wie Mira und SS Leporis werden Massentransferraten beobachtet, die über den Werten von Windakkretion und unter den Werten von Roche-Grenzflüssen liegen. Beim Wind Roche-Lobe Overflow liegt der Rote Riese noch vollständig innerhalb der Roche-Grenze, aber die Zone der Windbeschleunigung liegt bereits teilweise außerhalb der Roche-Grenze. Da in dieser Konfiguration die sich im Sternwind bildenden Staubteilchen nicht mehr auf ihre Endgeschwindigkeit, wie bei einem Einzelstern oder in einem weiten Doppelsternsystem, beschleunigt werden, bevor sie in den gravitativen Einfluss des Begleitsterns geraten, kann der Begleiter eine höhere Akkretionsrate erreichen. Des Weiteren wird vermutet, dass der Wind Roche-Lobe Overflow auch die Anreicherung von Kohlenstoff in den Atmosphären von CEMP-Sternen verursacht.